# Helmut Enke (Politiker)
Helmut Enke (* 23. Februar 1916 in Berlin; † 16. August 1986 in Frankfurt am Main) war ein deutscher Politiker (CDU) in der Sowjetischen Besatzungszone und der frühen DDR. Er war unter anderem persönlicher Referent des Vorsitzenden der DDR-CDU und stellvertretenden Ministerpräsidenten der DDR Otto Nuschke. 1954 floh er in die Bundesrepublik Deutschland.

## Leben
Der gelernte Kaufmann Enke trat im April 1946 der CDU bei. Er arbeitete ab Anfang 1946 in der Bezirksverwaltung in Merseburg und nach ihrer Auflösung in der Landesverwaltung Sachsen-Anhalts. 1949 wurde er als Nachrücker Mitglied des Landtags von Sachsen-Anhalt. Im Januar 1950 wurde er auf Beschluss der DDR-Regierung hin persönlicher Referent des Vorsitzenden der DDR-CDU und stellvertretenden Ministerpräsidenten der DDR Nuschke. Aufgrund der Zuständigkeit Nuschkes für Kirchenfragen gehörten diese auch zu Enkes Arbeitsgebiet; dabei kam es häufig zu Spannungen mit der SED. 1952 wurde er nach der Entlassung seines Parteifreundes Kurt Grünbaum kommissarischer Leiter der Hauptabteilung Verbindung zu den Kirchen, die unter seiner Leitung gegenüber der DDR-Führung deutlich gefügiger auftrat, sodass er anders als viele andere Persönlichkeiten der DDR-CDU nicht in Haft geriet. Ab Juni 1953 trat er, ermutigt durch ein staatliches Kommuniqué, wieder selbstbewusster auf, sodass er im September 1954 entlassen wurde. Daraufhin siedelte er in den Westen  über, wo er persönlicher Referent Martin Niemöllers wurde.